# Muzeum Historyczne w Białymstoku
Muzeum Historyczne w Białymstoku wchodzi w skład Muzeum Podlaskiego. Placówka posiada bogate zbiory archiwaliów i ikonografii, ilustrujących przeszłość Białegostoku i Podlasia, a także szereg zabytków kultury mieszczańskiej, szczególnie z zakresu rzemiosła użytkowego. Istnieje tu również Gabinet Numizmatyczny z kolekcją 20 000 monet, medali i papierów wartościowych. Muzeum jest w posiadaniu jedynej w kraju kolekcji pamiątek związanych z osadnictwem tatarskim na pograniczu polsko-litewsko-białoruskim.

## Zbiory

### Realia
Pod określeniem „realia” kryje się najszerszy pod względem zakresu tematycznego dział zbiorów Muzeum Historycznego. Znajdziemy w nim zarówno przedmioty codziennego użytku – meble, naczynia, tkaniny, jak i dzieła sztuki – obrazy i rzeźby. Dział posiada 8000 zabytków, wśród których najstarszymi są elementy uzbrojenia z XVI w.
W ramach „realiów” szczególne miejsce zajmuje kolekcja tatarianów – zabytków związanych z dziejami wyznającej islam ludności tatarskiej zamieszkującej od stuleci tereny Podlasia. Znajdziemy w niej muhiry, chamaiły, Korany oraz inne przedmioty związane z kultem religijnym. Większość z nich, to unikaty w skali europejskiej.
Ważnym elementem zbiorów są także zabytki związane z białostockim przemysłem XIX i XX w. Ze względu na tragiczne dzieje miasta w okresie II wojny światowej nie zachowało się ich wiele. Mimo to kolekcja jest wciąż wzbogacana o nowe nabytki, wśród których można wymienić kafle z zakładu Jana Kucharskiego, butelki po produkowanych w Białymstoku oranżadach, czy paczki po papierosach z Fabryki Tytoniu Fajwela Jankowskiego.
Gromadzone przez lata zabytki z tego działu w dużej części eksponowane są na stałej wystawie „W białostockiej kamienicy”, ilustrują życie codzienne białostockiego mieszczaństwa na przełomie XIX i XX w. Z kolei obrazy artystów tworzących w Białymstoku w latach międzywojennych prezentowane są na stałej ekspozycji „Białostocki salon artystyczny”.

### Ikonografia
Na kolekcję składa się przeszło 35 000 fotografii, negatywów, pocztówek, stalorytów, drzeworytów oraz albumów. Pośród nich na szczególną uwagę zasługuje największy w Polsce zbiór fotografii, na których uwieczniono Białystok. Cieszy się on największym zainteresowaniem zwiedzających i badaczy historii regionu. W skład kolekcji wchodzą także zabytki pochodzące z całego Podlasia, Wileńszczyzny, Grodzieńszczyzny i kresów. Na szczególną uwagę zasługuje potężny zbiór fotografii autorstwa Zdzisława Zaremby, dokumentujących dzieje Białegostoku i województwa podlaskiego od lat pięćdziesiątych do lat osiemdziesiątych XX w.

### Archiwalia
Liczą obecnie ponad 14 000 zabytków. Najstarsze pochodzą z XVII w. Najcenniejszymi, choć rzadkimi, są dokumenty z czasów Jana Klemensa Branickiego – chociażby Przywilej Cechowy z 1769 r. Większość dokumentów gromadzonych w Muzeum dotyczy historii Białegostoku. Znajdują się w nim archiwa rodzinne, także dokumenty związane z mniejszościami narodowymi mieszkającymi w Białymstoku – Żydami, Niemcami, Rosjanami, Tatrami. Na uwagę zasługują również dokumenty dotyczące przemysłu, oświaty, kultury, wreszcie życia społecznego miasta. Bardzo interesujące są druki reklamowe białostockich firm. Innym ciekawym zbiorem są gazety białostockie, a przede wszystkim "Gazeta Białostocka" – pierwsza wydawana w języku polskim (1912–1915). W dziale dokumentów znajduje się również zbiór map i planów miasta od XIX–XX w. Gromadzone są również dokumenty z historii najnowszej: związane z wojennymi losami mieszkańców Białegostoku, jak również zbiór gazet i druków niezależnych wydawanych w latach 1980–1990.

### Numizmaty
Zbiór, na który składają się monety i banknoty polskie, z Polską związane i obce, bony zastępcze, papiery wartościowe, żetony, medale oraz dokumenty. Najstarsze z monet mają ok. 2300 lat i pochodzą ze Grecji. Jednymi z ciekawszych eksponatów, zwłaszcza dla Podlasian, są rzadkie półgrosze litewskie Zygmunta II Augusta wybite w mennicy tykocińskiej. Najstarszymi a zarazem najciekawszymi banknotami są bilety skarbowe z czasów insurekcji kościuszkowskiej z 1794 r.
Kolekcja numizmatyczna w dużym stopniu złożona jest ze znalezisk, z których na szczególną uwagę zasługuje skarb pochodzący z Sejn złożony z 81 monet (31 złotych, 22 srebrnych i 28 miedzianych). Inne ciekawe znaleziska to skarb liczący niemal 6000 boratynek koronnych i litewskich znaleziony we wsi Idźki-Wykno oraz skarb z Drohiczyna, w którego skład wchodzą półgrosze Jagiełły. Obecnie zbiory Gabinetu liczą ponad 20 000 zabytków.

### Plakaty
Kolekcja plakatów liczy 580 zabytków pochodzących w znacznej mierze z lat 1944–1980.

### Fotografia Wiktora Wołkowa
Kolekcja obejmuje 10 000 negatywów, diapozytywów i odbitek prac słynnego fotografika polskiego – Wiktora Wołkowa.

### Stałe ekspozycje
- W białostockiej kamienicy – ekspozycja prezentująca wnętrza mieszkalne bogatego domu mieszczańskiego z przełomu XIX i XX w.
- Makieta barokowego miasta – to imponujących rozmiarów model Białegostoku ze schyłku XVIII w.
- Odzyskana historia – hotel "Ritz" – ekspozycja prezentująca dzieje zniszczonego po II wojnie światowej słynnego białostockiego hotelu.

Muzeum przygotowuje liczne wystawy czasowe poświęcone historii miasta i regionu

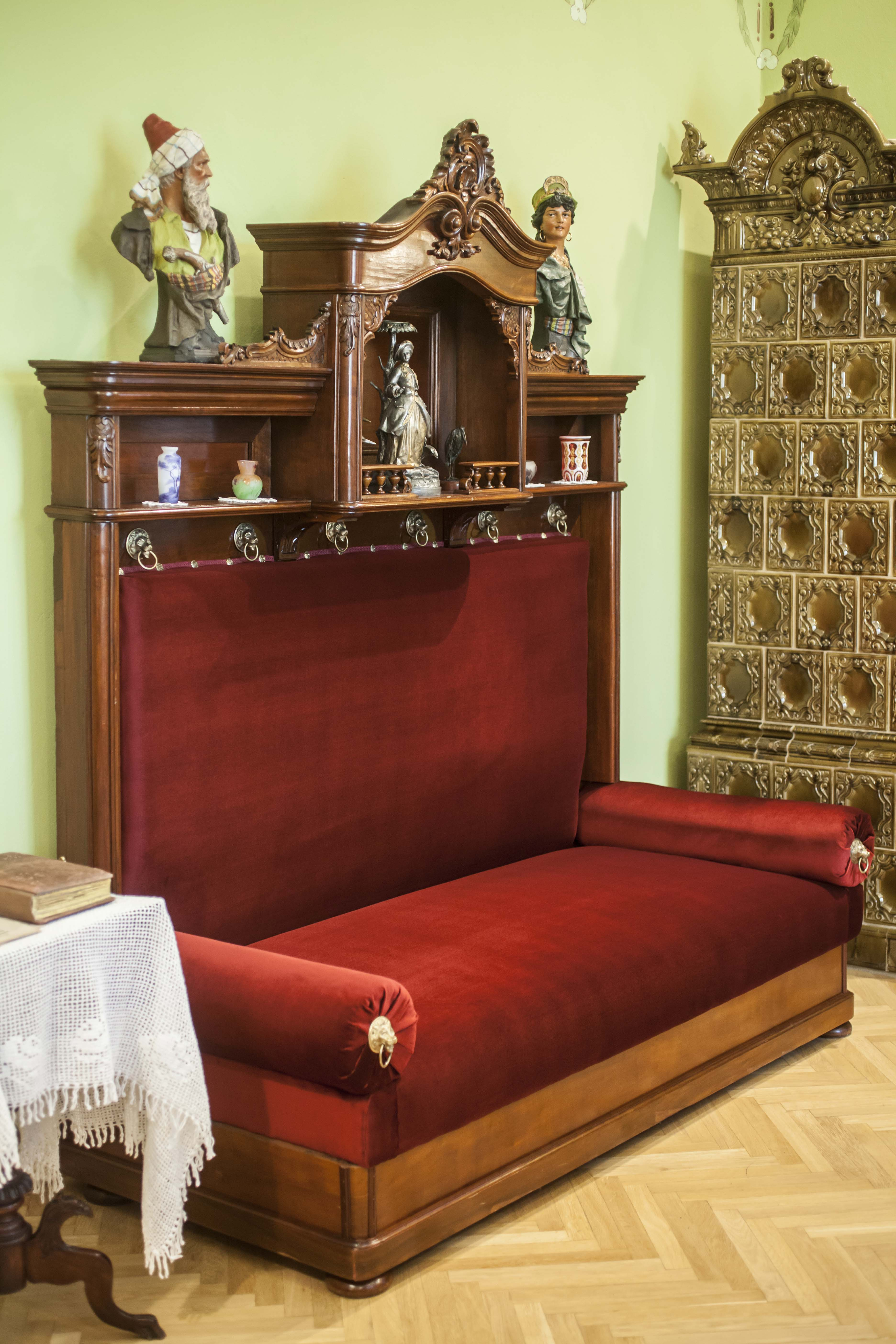
Wystawa W białostockiej kamienicy – otomana neorokokowa w jadalni
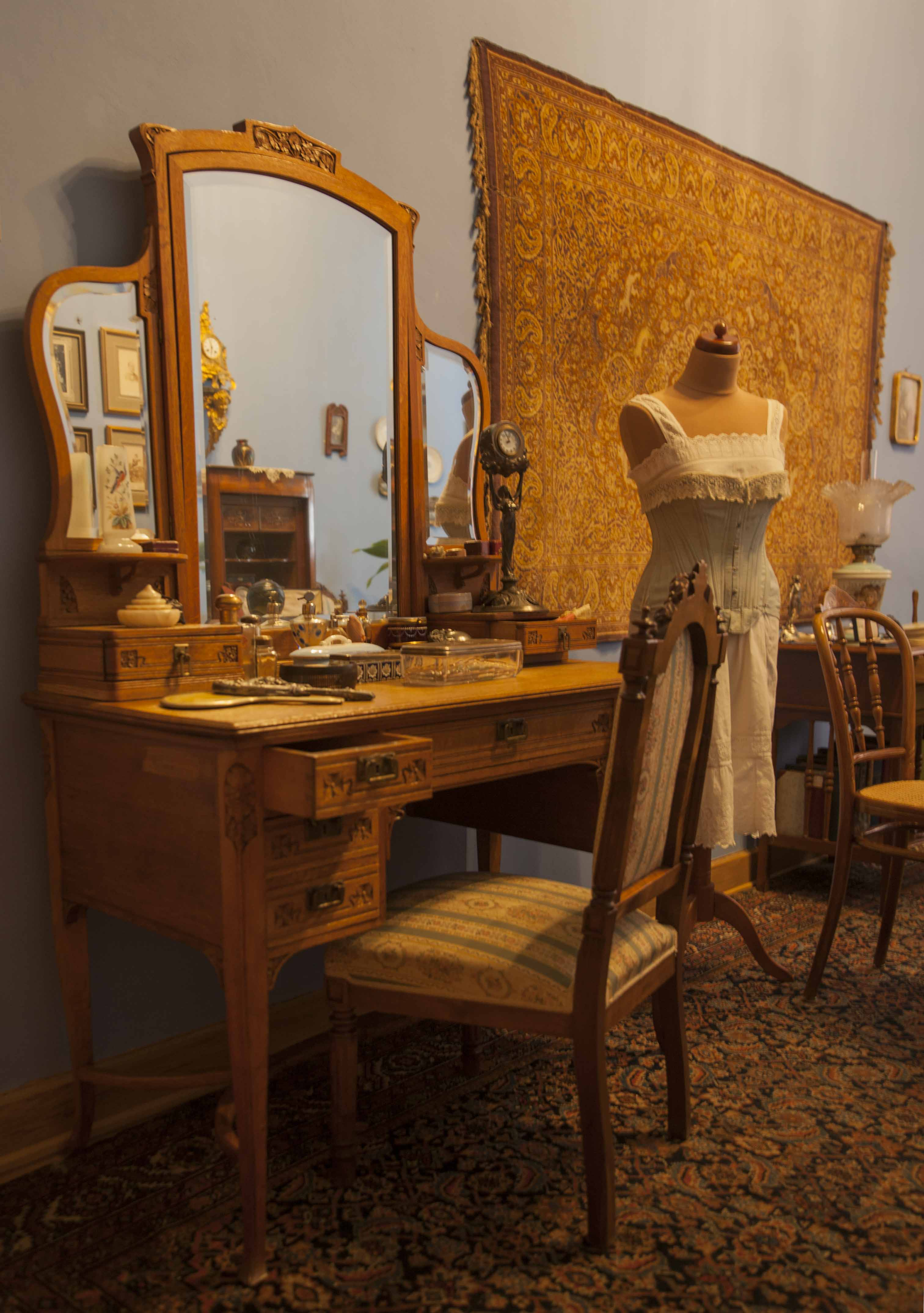
Wystawa W białostockiej kamienicy – tremo i manekin z gorsetem w buduarze
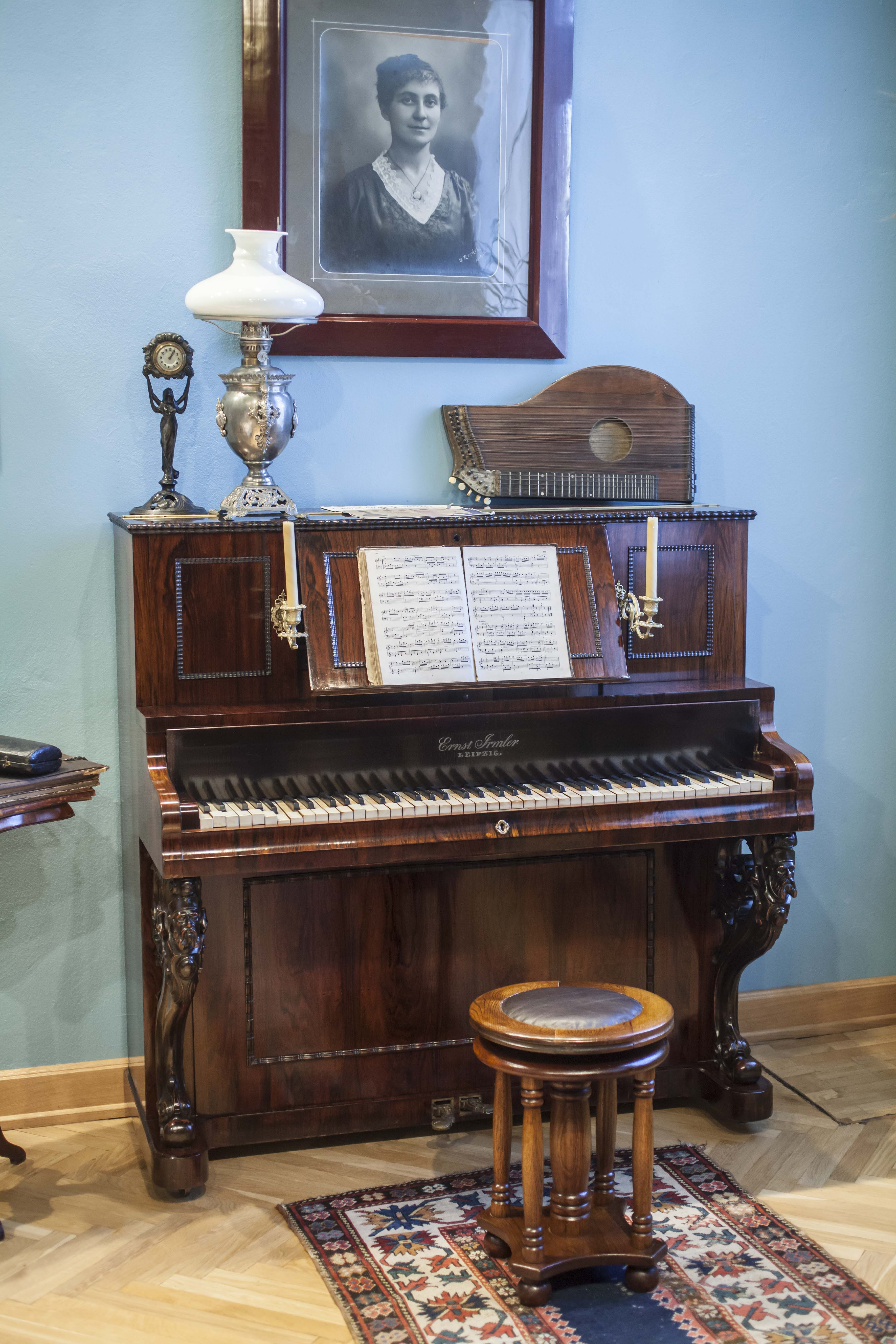
Wystawa W Białostockiej kamienicy – pianino w saloniku muzycznym
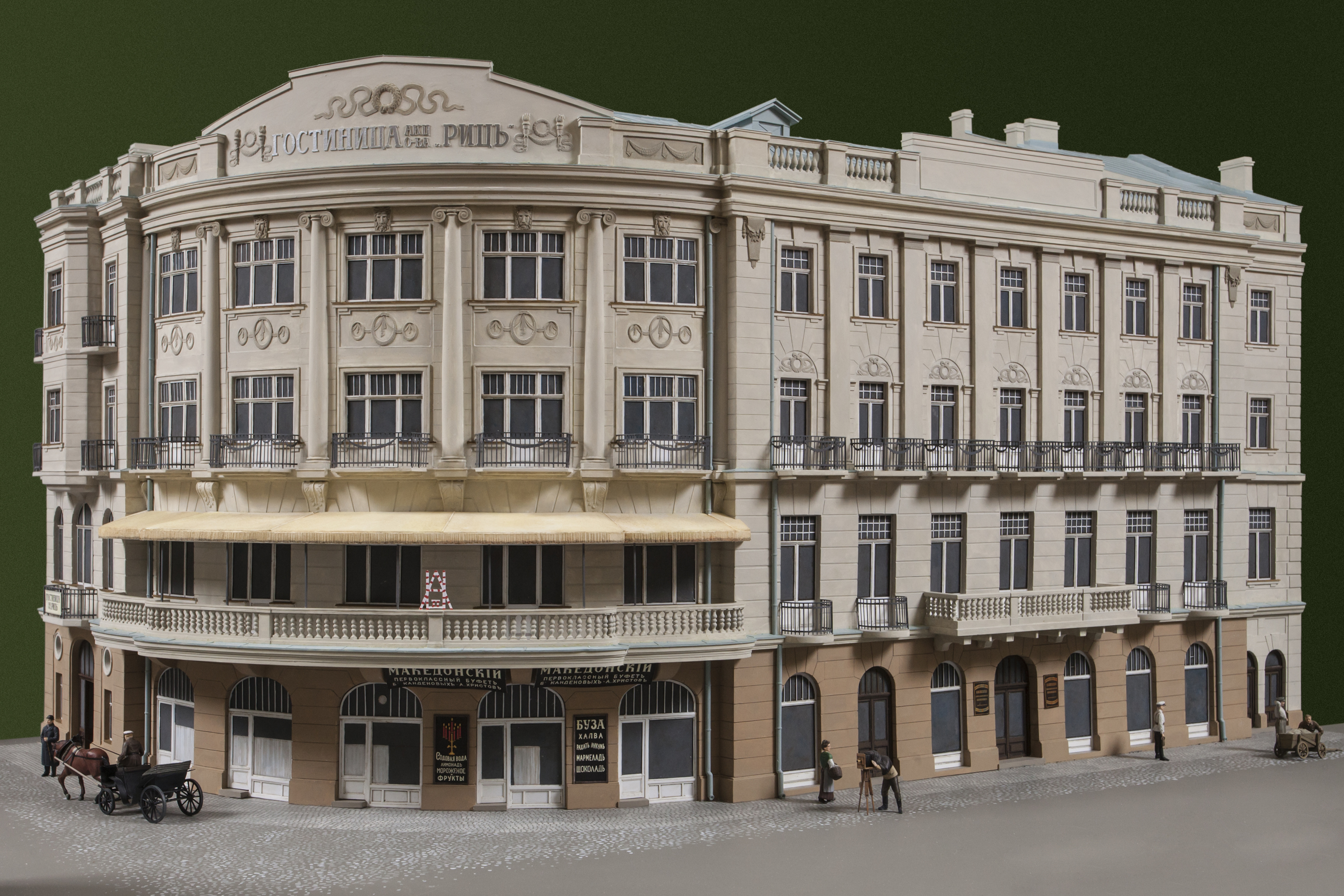
Makieta nieistniejącego, białostockiego hotelu "Ritz"
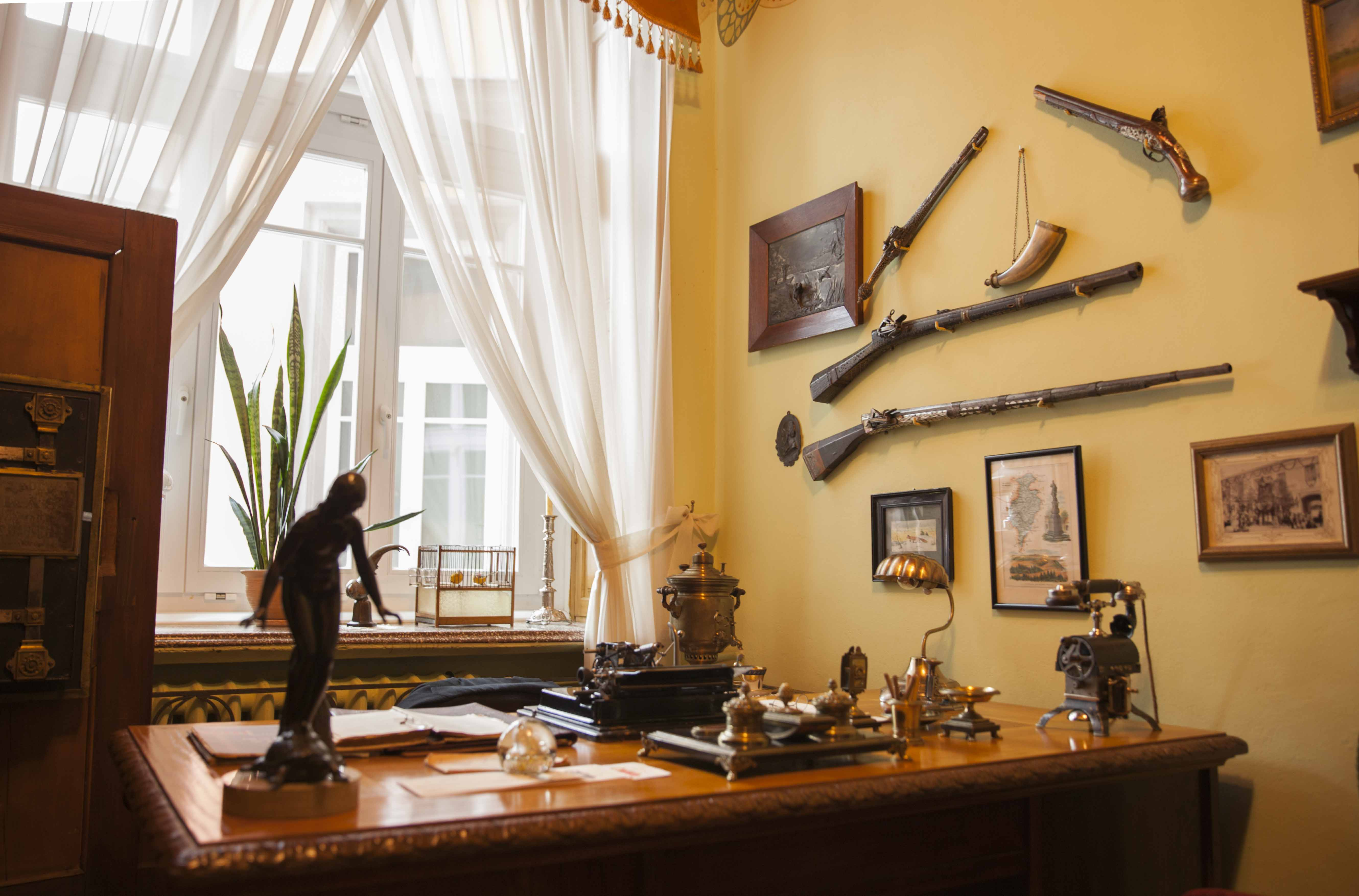
Wystawa W białostockiej kamienicy – biurko w gabinecie fabrykanta
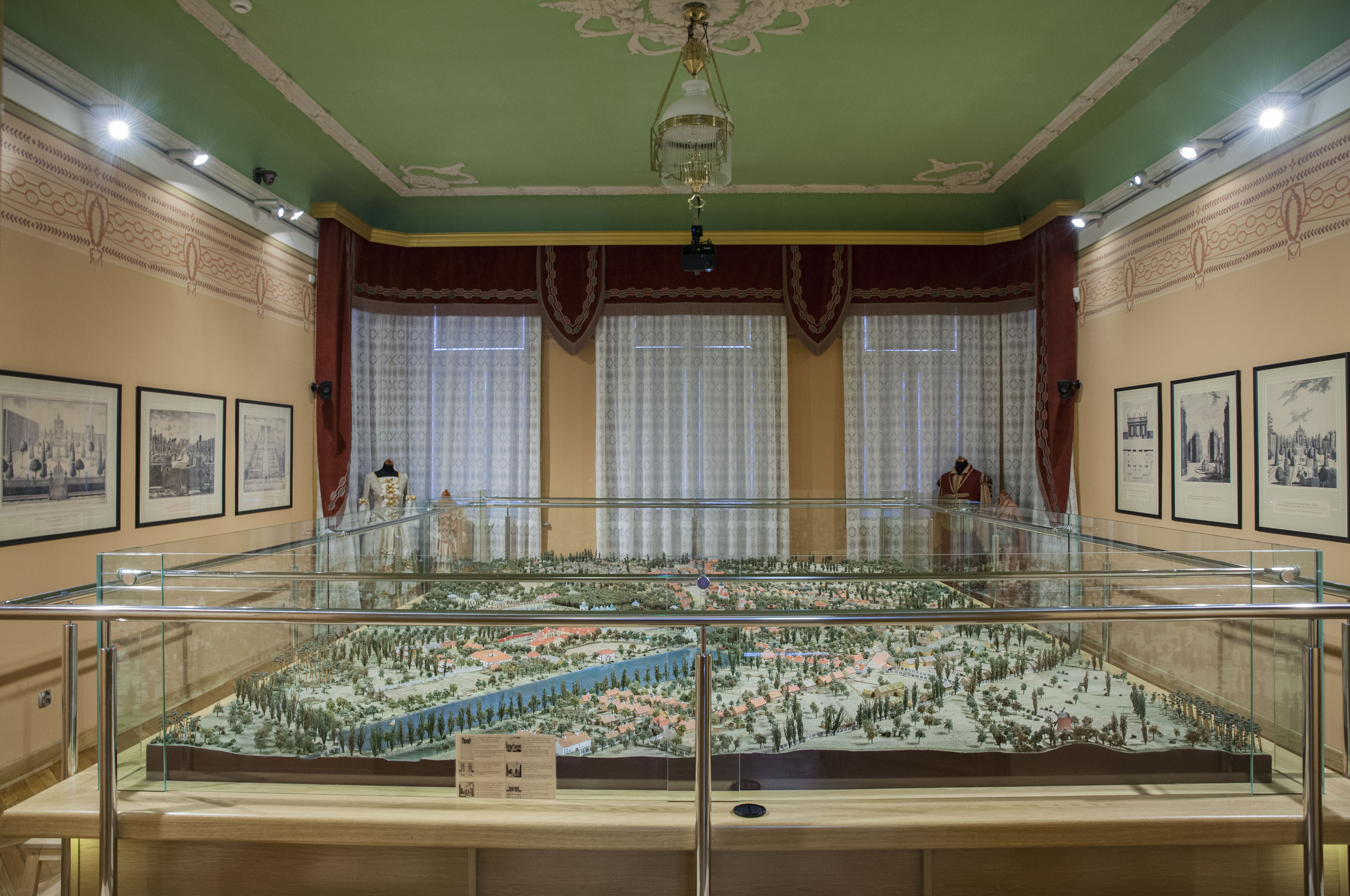
Prezentowana w Muzeum Historycznym makieta przedstawiająca Białystok u schyłku XVIII w.
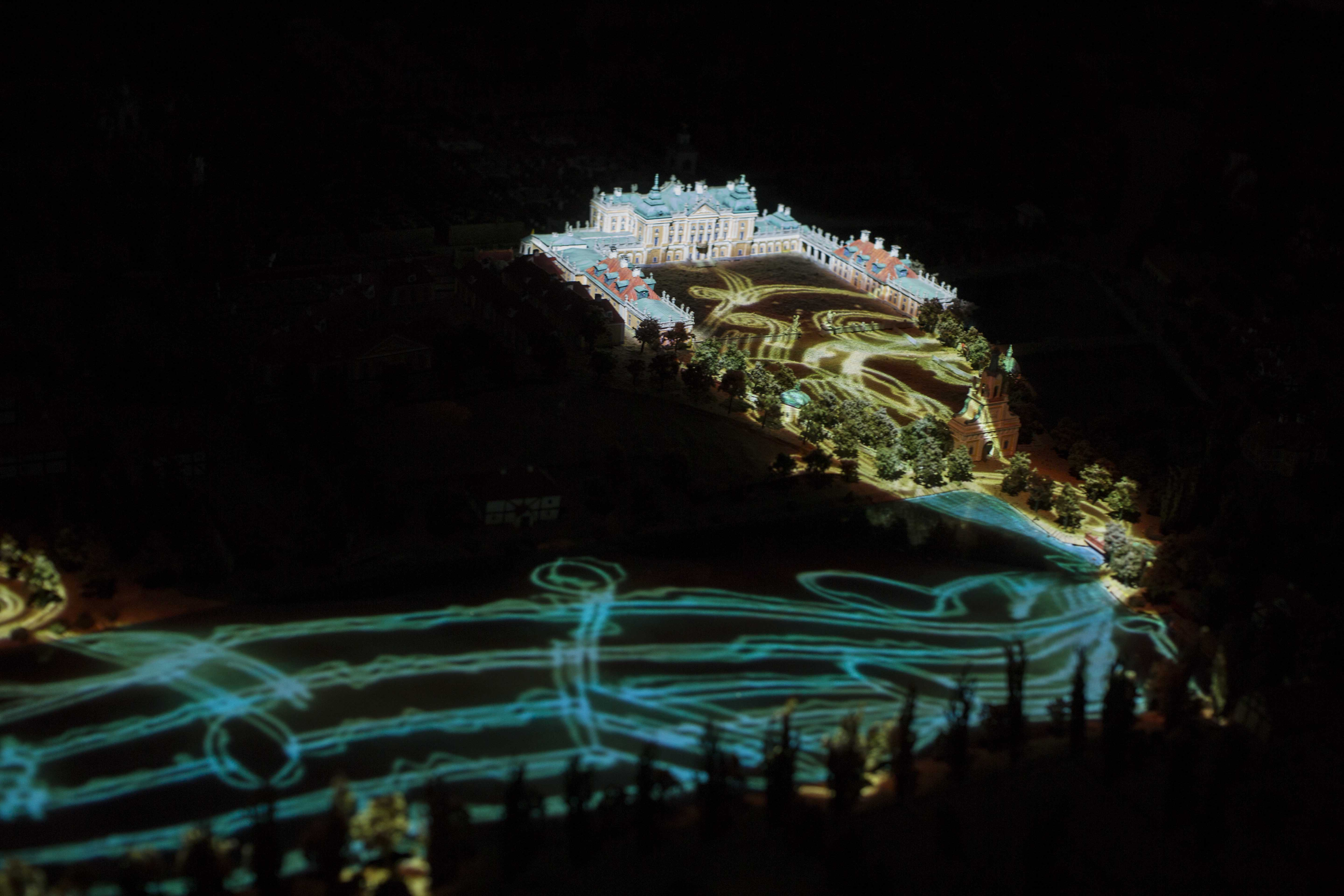
Makieta barokowego Białegostoku z widowiskiem multimedialnym „Wersal Północy” wśród dźwięków i świateł
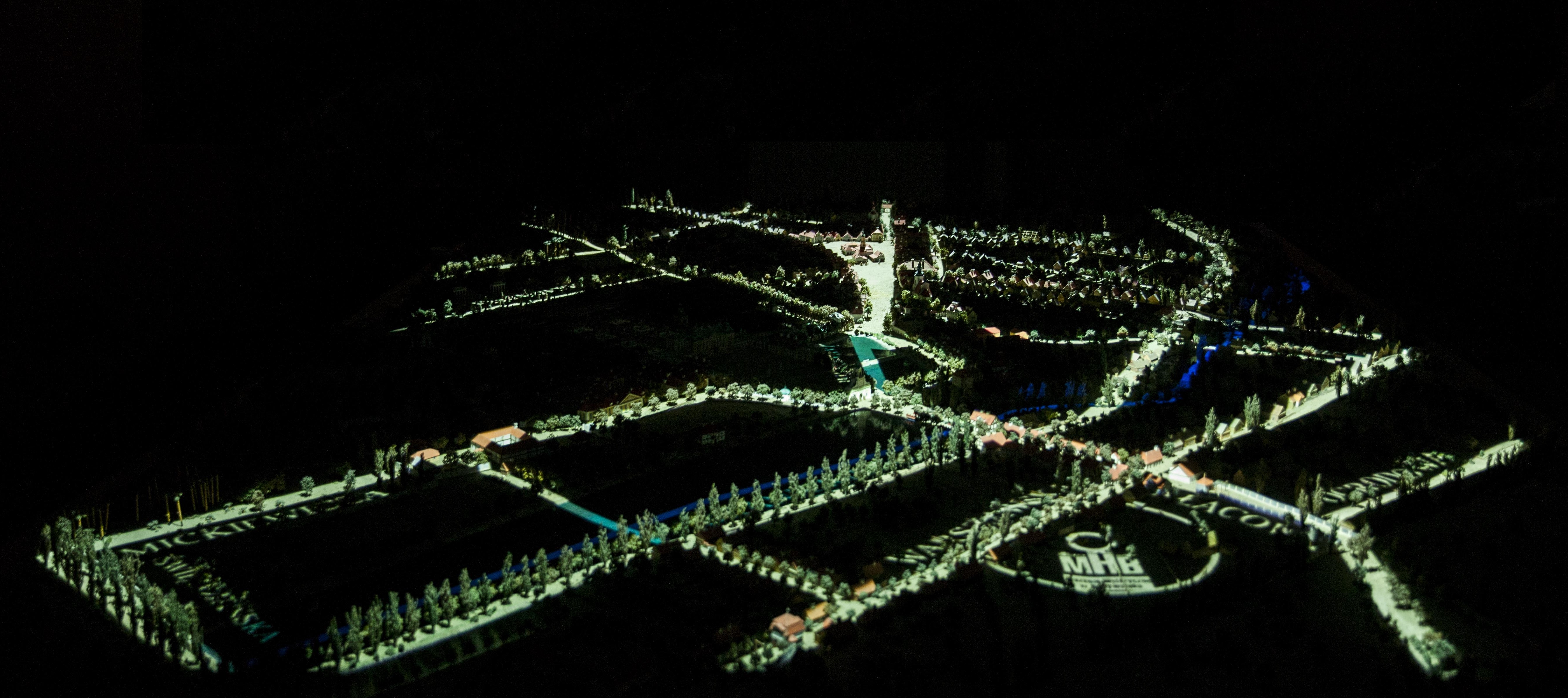
Makieta barokowego Białegostoku z widowiskiem multimedialnym „Wersal Północy” wśród dźwięków i świateł

### Edukacja
Muzeum Historyczne proponuje szeroką gamę zajęć edukacyjnych dla dzieci i młodzieży. Prócz oferty stałej przygotowywane są specjalne cykle edukacyjne towarzyszące wystawom czasowym. Jest to także jedyne muzeum w Białymstoku opracowujące specjalne zajęcia na indywidualne zamówienie nauczycieli. Muzeum współpracuje z lokalnymi środowiskami akademickimi, szkołami, instytucjami kultury i organizacjami pozarządowymi.

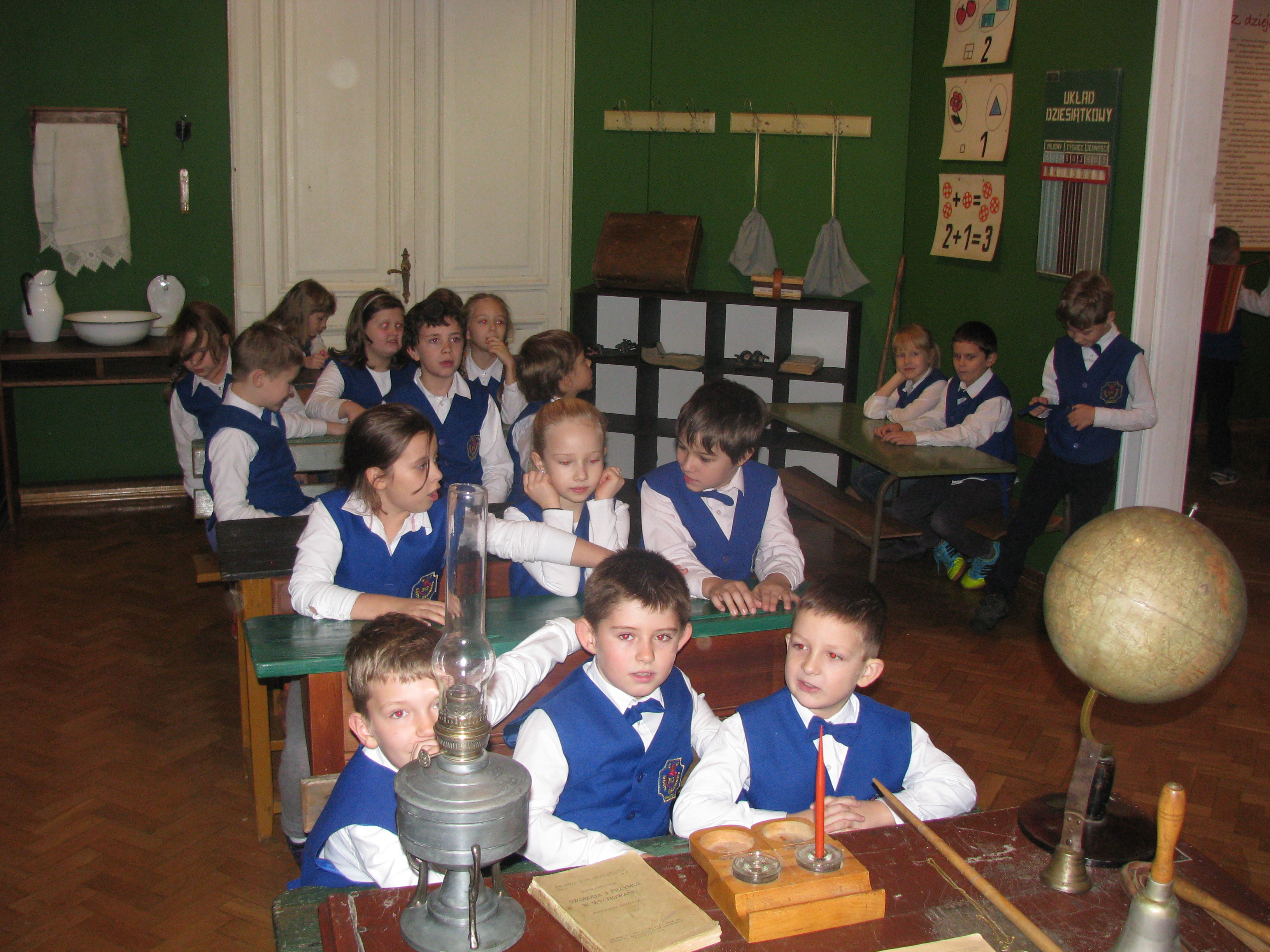
Warsztaty towarzyszące wystawie W szkolnej ławie
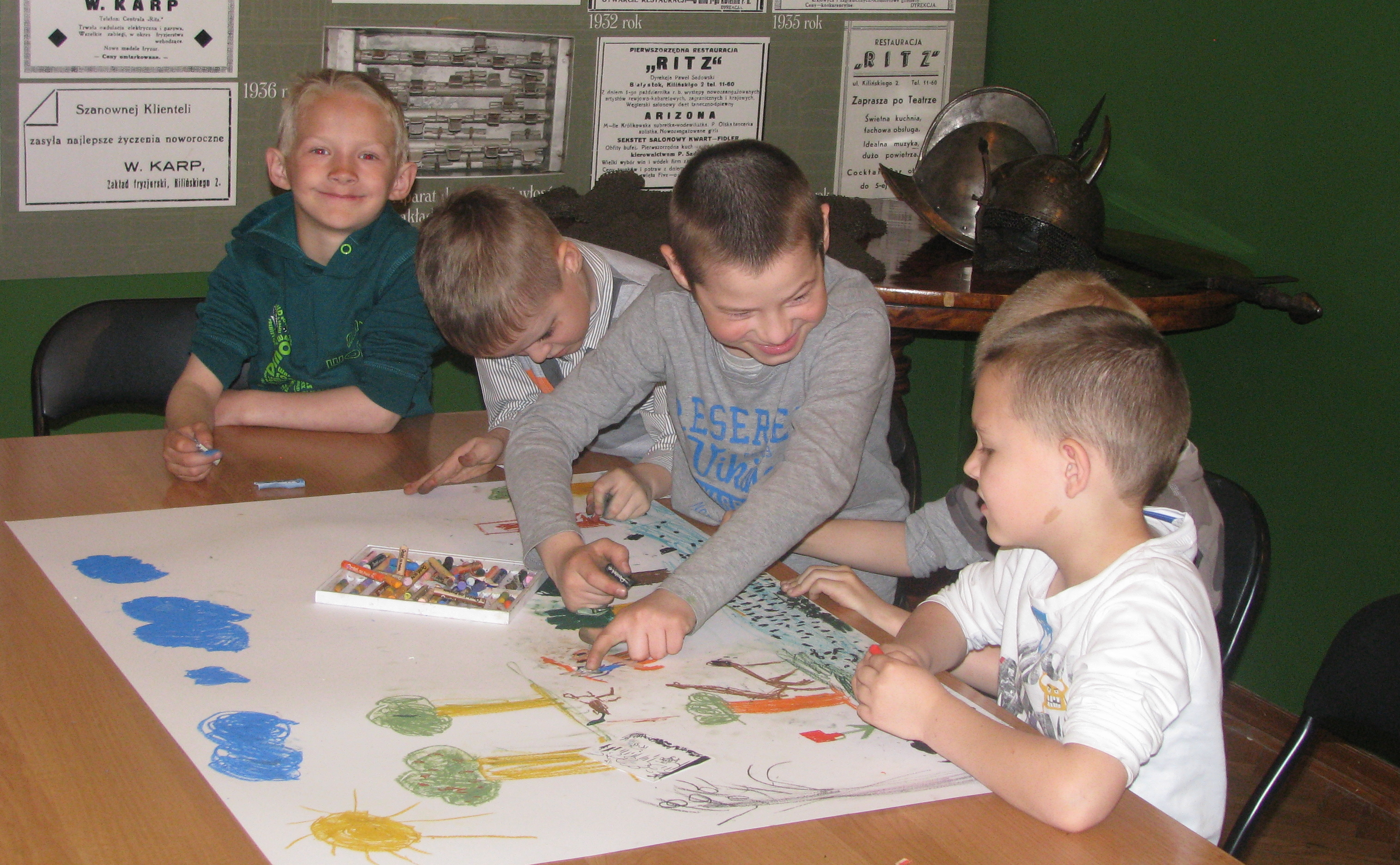
Warsztaty w Muzeum Historycznym
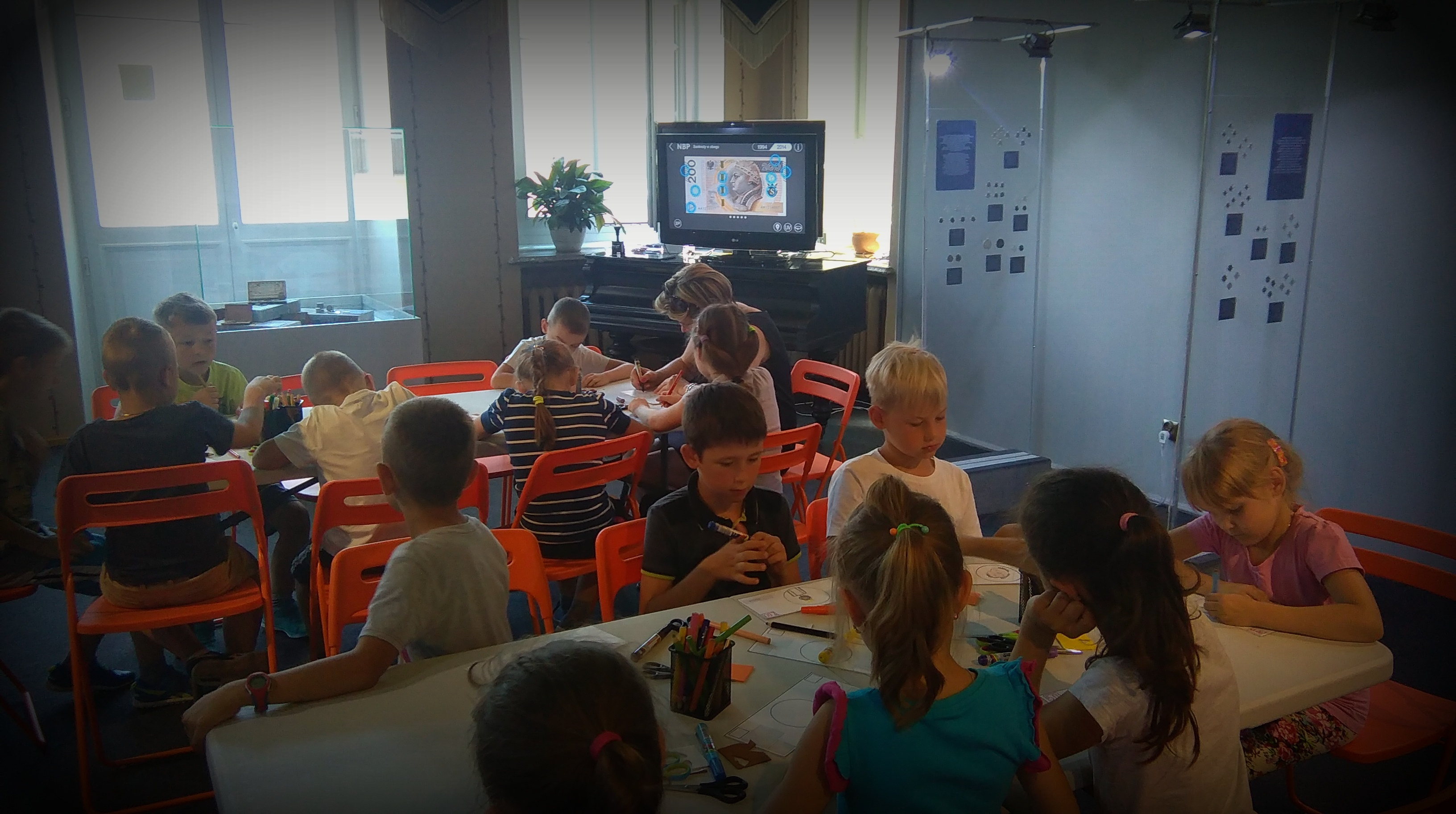
Warsztaty Bezpieczne pieniądze
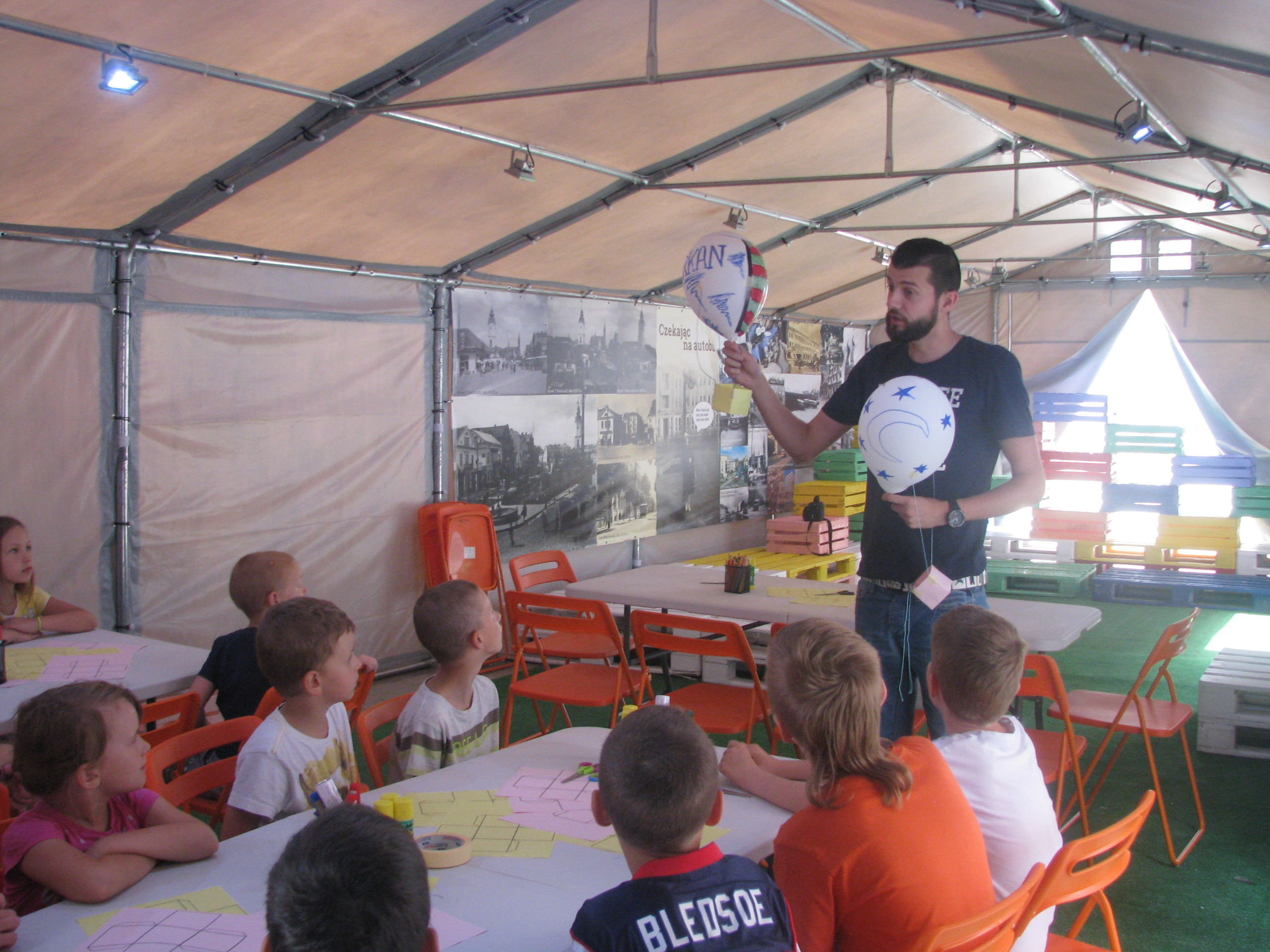
Zajęcia edukacyjne towarzyszące wystawie Podniebni Pasjonaci, poświęcone sportowi balonowemu
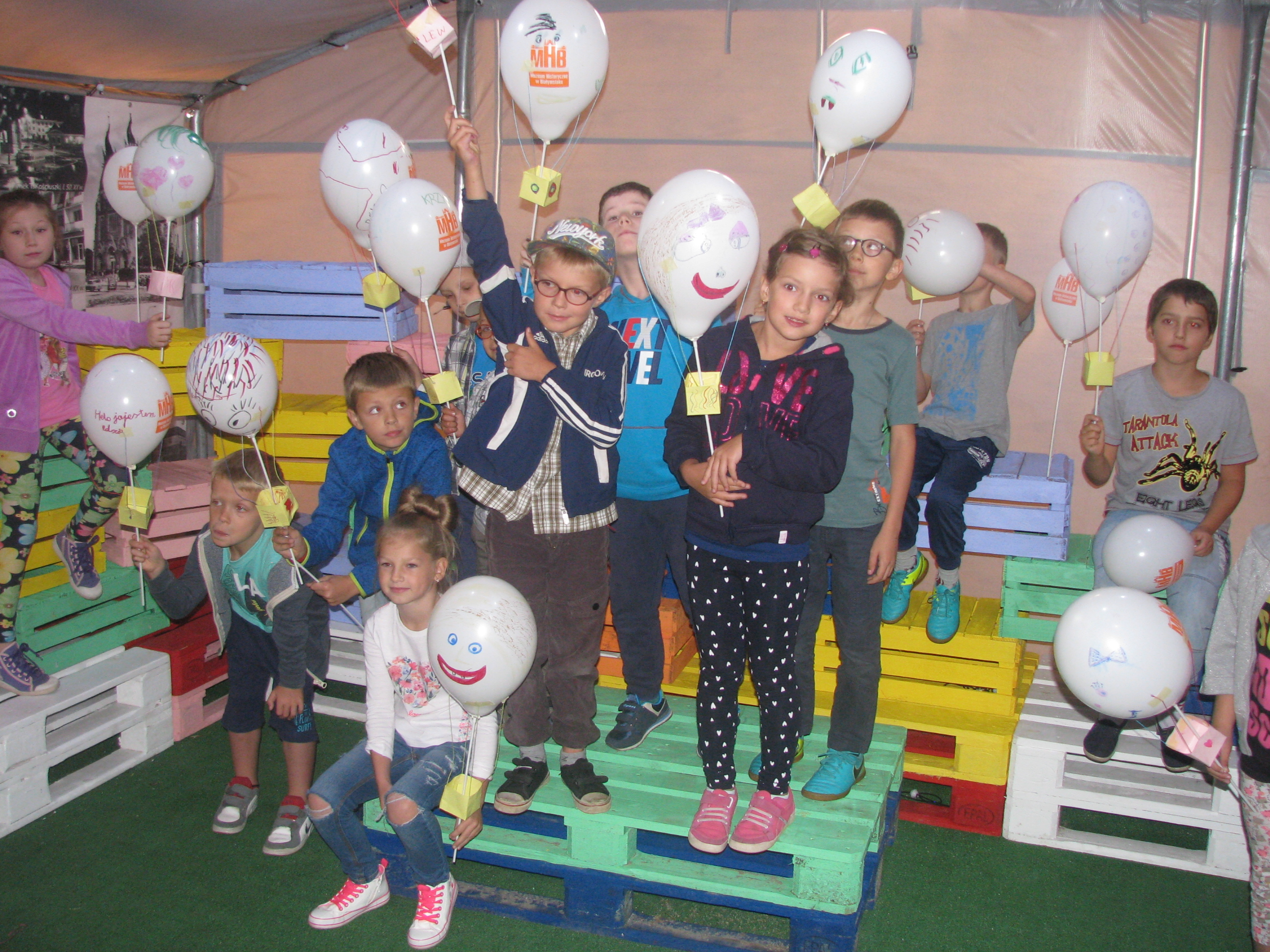
Zajęcia edukacyjne towarzyszące wystawie Podniebni Pasjonaci, poświęcone sportowi balonowemu

## Siedziba

### Rys architektoniczny
Siedziba Muzeum Historycznego przy ul. Warszawskiej 37 jest jednym z najlepszych przykładów miejskiej rezydencji w Białymstoku wzniesionych w stylu secesyjnym nurtu klasycyzującego. Budynek posiada wydatny ryzalit od strony podwórza oraz oficynę. Na zachodniej, skrajnej osi projektant umieścił wejście główne. Zostało ono ujęte parą masywnych, zwężających się ku górze lizen, połączonych wyrazistym gzymsem. Na drugiej skrajnej osi znajduje się przejazd na podwórze zamknięty łukiem. Fasada ozdobiona jest detalem architektonicznym charakterystycznym dla stylu secesyjnego: kwiaty słonecznika, laurowe festony, obeliski i urny z płonącymi zniczami.
Zachowany został pierwotny układ wnętrz, a także wystrój sztukatorski sufitów (pierwotnie polichromowany), oryginalna stolarka, klatka schodowa z marmurowymi stopniami i kutą balustradą.

### Historia budynku

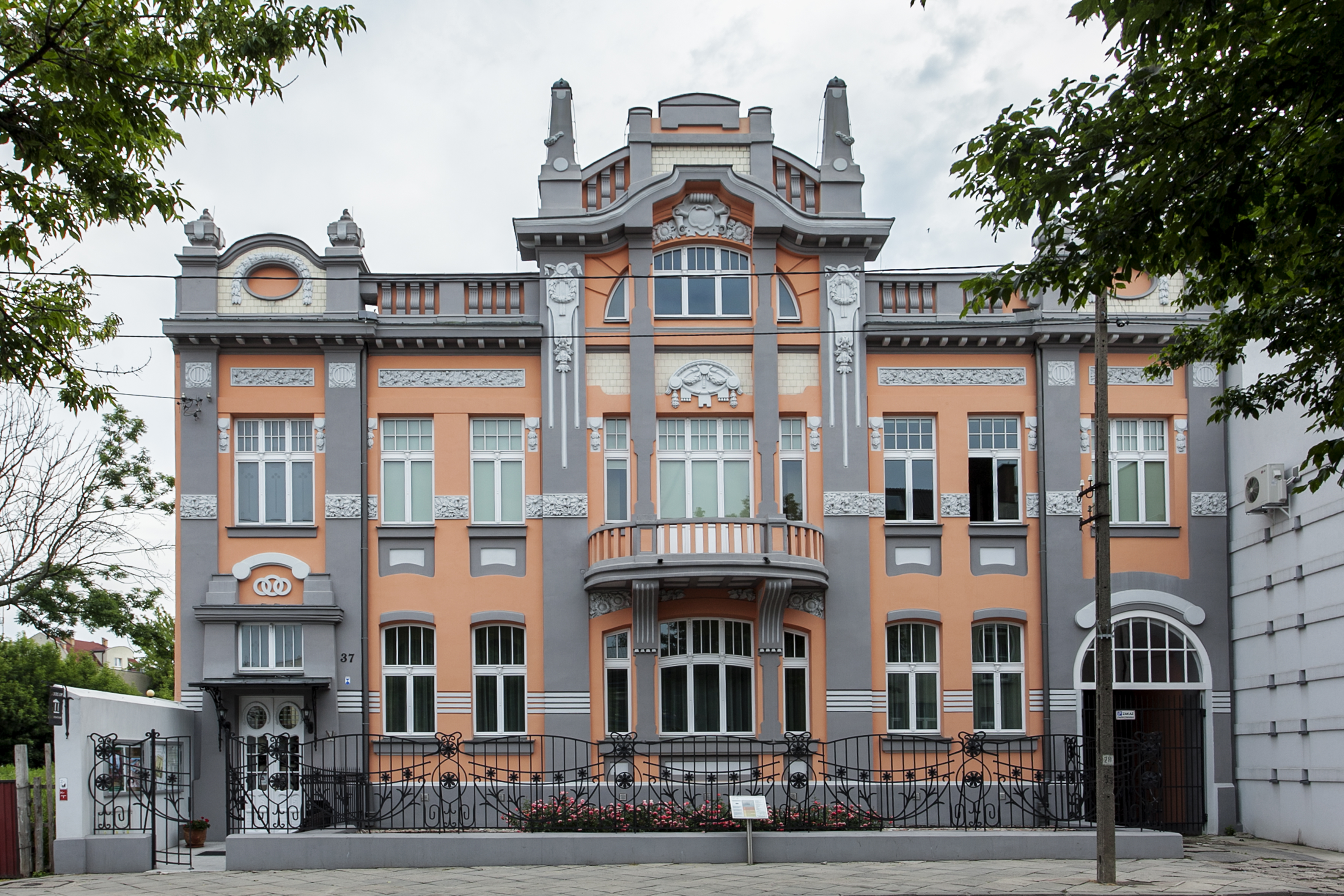
Siedziba Muzeum Historycznego – stan z 2012 r.

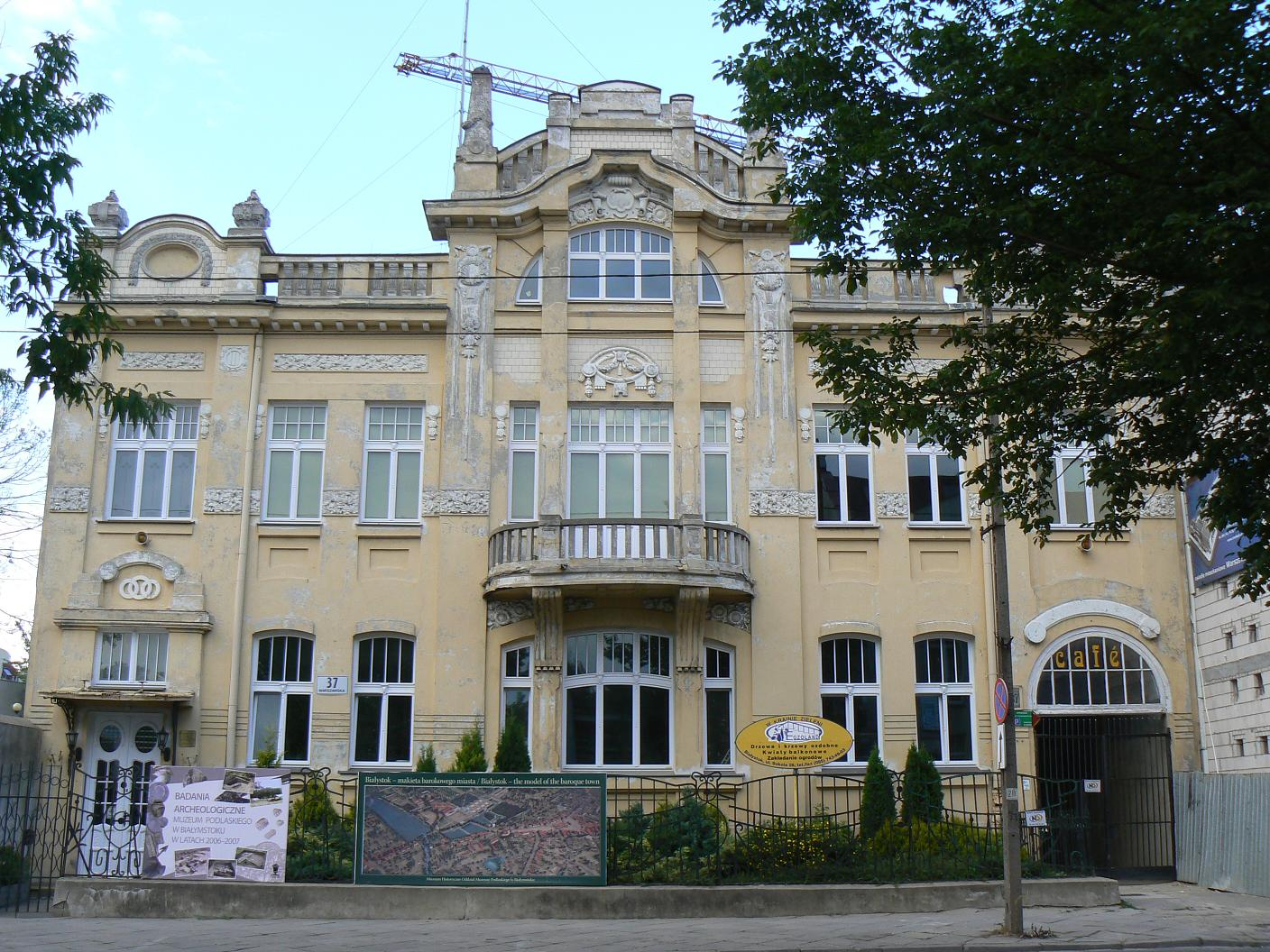
Siedziba Muzeum Historycznego – stan z 2008 r.

W 1910 r., na działce należącej do Adolfa Kryńskiego, stał niewielki budynek. Prawdopodobnie w tym samym roku został on sprzedany Wolfowi i Bercie Lurie, którzy przystąpili do jego rozbudowy. Prace prowadziło białostockie Przedsiębiorstwo Robót Budowlanych Antoniego Roledera. W ich efekcie, w latach 1910–1913, powstał reprezentacyjny pałacyk z dekoracyjną, secesyjną elewacją. Architekt budynku nie jest znany, podejrzewa się jedynie – przez szereg analogii – iż jest to ta sama osoba, która projektowała pałac Chaima Nowika przy ul. Lipowej. W 1923 r. Lurie sprzedali całą nieruchomość Samuelowi Hirszowi Cytronowi, współwłaścicielowi fabryki włókienniczej w Supraślu. Nowy gospodarz podjął starania aby z nabytego budynku usunięte zostało białostockie Kuratorium Okręgu Szkolnego, które miało tu swoją siedzibę od 1921 r., lecz nie posiadało żadnych prawnych dokumentów najmu lokalu. Sprawę załatwiono polubownie i administracja oświatowa pozostała przez następne lata w tym budynku.
W okresie międzywojennym mieszkał w nim syn Samuela – Beniamin Cytron. Po zlikwidowaniu w 1927 r. białostockiego Okręgu Szkolnego wynajmował on pomieszczenia Inspektoratowi Szkolnemu. Na parterze mieściły się wówczas biura Izby Skarbowej. Przez pewien czas, na początku lat trzydziestych XX w., miało tu też swoją siedzibę Polskie Towarzystwo Krajoznawcze. W latach 1941–1944 budynek zajęty został przez Towarzystwo Krajowe Prus Wschodnich. W lipcu 1944 r. przejęła go wojskowa administracja radziecka. W 1947 r. przekazany został Wojewódzkiemu Urzędowi Bezpieczeństwa Publicznego. Od lat pięćdziesiątych do 1974 r. mieściła się tu Powiatowa Komenda Milicji Obywatelskiej. Od 1976 r. budynek był siedzibą Muzeum Ruchu Rewolucyjnego, które w 1990 r. przekształcone zostało na Muzeum Historyczne Oddział Muzeum Podlaskiego w Białymstoku.
Budynek Muzeum Historycznego jest jednym z punktów otwartego w czerwcu 2008 r. Szlaku Dziedzictwa Żydowskiego w Białymstoku opracowanego przez grupę doktorantów i studentów UwB – wolontariuszy Fundacji Uniwersytetu w Białymstoku.